# Silvia Nossek
Silvia Nossek (* 15. September 1964 in Freistadt) ist eine österreichische Politikerin. Sie war Landessprecherin der Wiener Grünen, Obfrau der Grünen Bildungswerkstatt Wien und ist seit 17. Dezember 2015 Bezirksvorsteherin im 18. Wiener Gemeindebezirk Währing.

## Leben
Nossek wuchs zusammen mit zwei jüngeren Geschwistern im Weinviertel auf; ihr Vater war Betriebsleiter und Gutsverwalter in Schloss Schönborn (Göllersdorf), sie besuchte die Volksschule in Göllersdorf und danach das Gymnasium in Hollabrunn. Die feudale Mentalität des adeligen Schlossherrn haben ihre Kindheit ebenso geprägt wie die katholische Atmosphäre des Hollabrunner Gymnasiums, das eine Kooperation mit dem Erzbischöflichen Priesterseminar unterhielt und in dem der spätere Erzbischof Hans Hermann Groër Religionslehrer war. Nossek beobachtete das strenge katholische Leben des Hollabrunner Gymnasiums allerdings aus einer inneren Distanz heraus, da sie selbst evangelisch getauft und geprägt war. Nach der Schule studierte sie an der Universität Wien Mathematik und Geschichte für das Lehramt (Abschluss Magister), doch als sie mit 23 Jahren das erste Mal vor einer Klasse stand, wurde ihr rasch klar, dass sie unter den vorgegebenen Strukturen des österreichischen Schulsystems nicht unterrichten will. Sie arbeitete anschließend in der Programm- und Systementwicklung bei Siemens und engagierte sich schon früh politisch in ihrem Wiener Wohnbezirk Währing: 1989 wurde sie bei den damals soeben gegründeten Währinger Grünen aktiv; bei der Bezirksvertretungswahl in Wien 1991 kandidierte sie für diese Partei und wurde zur Bezirksrätin gewählt – mit 27 Jahren war sie damals eine der jüngsten Bezirksrätinnen Währings. Sie übernahm noch im selben Jahr die Funktion der Klubobfrau und erzielte bei der Bezirksvertretungswahl in Wien 1996 mit den Währinger Grünen ein leichtes Plus. 1999 verließ sie jedoch das Währinger Bezirksparlament, um sich als Organisationsberaterin selbstständig zu machen.
Ab 2004 engagierte sie sich erneut stark bei den Wiener Grünen und fungierte zwischen 2004 und 2010 als Vorstandsmitglied der Grünen Bildungswerkstatt Wien. Zudem war sie von 2009 bis 2010 auch als Obfrau der Grünen Bildungswerkstatt aktiv. 2009 kandidierte sie bei der Landesversammlung der Wiener Grünen für das höchste innerparteiliche Amt der Wiener Grünen und wurde mit 51,1 Prozent zur Landessprecherin gewählt. Sie übte dieses Amt zwischen dem 21. Juni 2009 und dem 17. Juni 2012 aus und kandidierte bei der folgenden Wahl des Landessprechers nicht mehr für diese Funktion. Vielmehr wurde sie im Jahr 2013 von den Währinger Grünen zur Sprecherin und Spitzenkandidatin für die Bezirksvertretungswahl in Wien 2015 gewählt. Bei der Wahl konnten die Währinger Grünen erstmals stimmenstärkste Partei werden, Silvia Nossek ist seit 17. Dezember 2015 (mit 23 von 39 Stimmen im Bezirksrat gewählt) Bezirksvorsteherin von Währing. Bei der Bezirksvertretungswahl in Wien 2020 konnten die Grünen ihre Mehrheit mit 17 von 40 Mandaten ausbauen, Nossek wurde erneut zur Bezirksvorsteherin gewählt. In die Amtszeit von Nossek ab 2015 fallen die Parkraumbewirtschaftung auch für Währing, die Begrünung durch neue Bäume im dichtverbauten Gebiet des Bezirkes u. a. in der Währinger Straße, der Umbau des Johann-Nepomuk-Vogl-Platzes und die Vergrößerung des Kutschkermarktes. Bei der Bezirksvertretungswahl in Wien 2025 trat Nossek erneut an. Die Grünen gewannen die Wahl in Währing mit 43,03 Prozent.